# Ajustamento da avaliação de crédito
O ajustamento da avaliação de crédito (em inglês:  credit valuation adjustment; CVA) é um tema relacionado ao mercado de derivativos, mas até a crise de 2008 era visto como um risco secundário.
Ate então, a preocupação dos bancos era com o risco do incumprimento das contrapartes, cujo tema foi tratado no Acordo de Basileia II. A crise de 2008 revelou fragilidades; os reguladores estimam que dois terços das perdas dos bancos após o colapso do Lehman Brothers foram causadas por deterioração do crédito das contrapartes em operações de derivativos.

## Histórico
O ajustamento da avaliação de crédito quantifica o risco de deterioração do crédito da contraparte, e não somente risco de incumprimento.
O ajustamento da avaliação de crédito é um ajuste no preço sem risco de um contrato de derivativo para considerar o risco de crédito da contraparte. Portanto, o ajustamento da avaliação de crédito pode ser considerado o valor de mercado do risco de crédito da contraparte.

## Fatores que influenciam o valor do ajustamento da avaliação de crédito
O cálculo do ajustamento da avaliação de crédito é influenciado pela taxa de recuperação após o incumprimento, taxa de desconto para o período determinado, probabilidade de incumprimento reduzido entre os períodos da operação e exposição esperada.
Exposição esperada: Essa variável é a mais difícil de se computar, pois depende de várias decisões que impactam significativamente o resultado, o modelo de análise, volatilidade do mercado e correlação.
Curva de desconto: curva sem risco de mercado.
Probabilidade de incumprimento: há diferentes métodos para se determinar a probabilidade de incumprimento de uma contraparte, a probabilidade de incumprimento histórica e as probabilidades implícitas de mercado.
As probabilidades implícitas são obtidas pela curva de swap de risco de incumprimento (CDS) da contraparte, o CDS é um contrato bilateral utilizado para a transferência de risco de crédito de uma entidade de referência de uma parte para a outra.
Taxa de recuperação: No mercado do swap de risco de incumprimento, a taxa de recuperação representa o preço de leilão do ativo após o incumprimento, que por sua vez determinará o valor a ser pago ao comprador de proteção do swap de risco de incumprimento. O mercado utiliza um valor padrão de 40% para entidades centrais, e 20% para entidades de alto rendimento. Esse valor é utilizado para obtenção da probabilidade do incumprimento da contraparte.